# Joe DeLoach
Joe DeLoach, egentligen Joseph Nathaniel DeLoach, född 5 juni 1967 i Bay City i Texas, är en amerikansk före detta friidrottare (sprinterlöpare).

## Karriär
DeLoach ägnade sig i unga år åt både amerikansk fotboll och löpning, men den senare idrotten tog överhanden under studietiden. Studierna bedrev den unge DeLoach vid Houstons universitet, samma lärosäte som Carl Lewis studerat vid.
Vid de amerikanska OS-uttagningarna i Indianapolis 1988 blev DeLoach femte man på 100 meter och vann 200 meter före Lewis. Därigenom kvalificerade han sig för Seoulolympiaden på 200 meter. OS-finalen på 200 meter utvecklades till en hård batalj mellan DeLoach och Lewis. Efter 150 meter var Lewis i ledningen, vilket borgade för en Lewisviktoria då Lewis var känd för sina starka slutforceringar. DeLoach kontraslog emellertid fenomenalt och passerade Lewis precis innan mållinjen. DeLoachs segertid skrevs till 19,75, vilket innebar en tangering av Lewis fem år gamla amerikanska rekord samt nytt olympiskt rekord (bägge dessa rekord övertogs av Mike Marsh i Barcelona fyra år senare). DeLoachs 19,75 var, tillsammans med Lewis fem år gamla notering, den bästa noteringen någonsin på låglandsbana - endast tre hundradelar från Pietro Menneas höghöjdsrekord. Lewis silvertid, 19,79, var för övrigt världens då fjärde främsta tid någonsin.
Efter olympiaden hade DeLoach svårt att övertyga, bland annat misslyckades han att kvala in till Tokyo-VM 1991. År 1992 skadades DeLoach inför OS-uttagningarna och avslutade därefter sin karriär.

## Medaljer
Guld
- OS 1988: 200 meter (19,75, OS-rekord)

## Rekord
- 200 meter: 19,75, Seoul, 28 september 1988